# Le Canard enchaîné

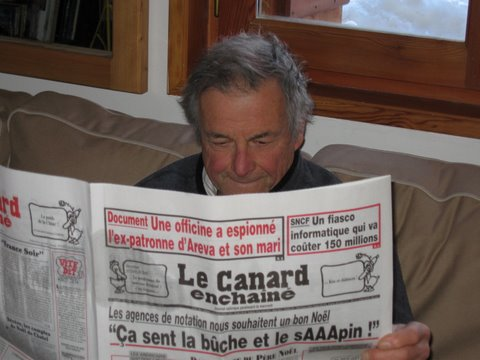
Lector consultando un ejemplar del periódico francés "Le Canard enchaîné" del día miércoles 21 de diciembre de 2011.

Le Canard enchaîné es un periódico satírico francés que se publica los miércoles, con una tirada de 446.000 ejemplares. Fundado en 1915 por Maurice y Jeanne Maréchal, es uno de los periódicos más antiguos de la prensa francesa actual. Presenta un periodismo de investigación sobre el panorama político y empresarial francés, así como historietas, caricaturas y noticias cortas con humor.

## Presentación
Su propio nombre hace referencia al periódico L'homme libre («El hombre libre»), que fue forzado a cerrar por la censura gubernamental: Le Canard enchaîné quiere decir «El pato encadenado», pero canard (pato) en la jerga francesa también quiere decir «periódico».
El Canard es conocido por su independencia, ya que no incluye publicidad y sus dueños no pertenecen a ningún grupo político ni económico. Tiene un sesgo político favorable a la izquierda y al anticlericalismo, aunque critica a todos los partidos políticos sin ninguna preferencia especial.
Su eslogan es «La liberté de la presse ne s’use que si l'on ne s’en sert pas» (La libertad de prensa solo se desgasta cuando no la utilizamos), lo que resume bien la línea editorial de esta publicación: el Canard habla sobre todos los escándalos públicos (políticos, económicos, judiciales, etc.) de Francia, aunque también de lo que pasa en otros países.
El Canard tiene una presentación fija de ocho páginas en que, además de información y editoriales, publica críticas de novelas, obras de teatro o películas, así como historietas.

## Escándalos

### Caso de los fontaneros
El 3 de diciembre de 1973, agentes de policía de la Dirección de la Seguridad Territorial, disfrazados de fontaneros, fueron descubiertos cuando intentaban instalar un micrófono espía en las oficinas del Canard. Debido al escándalo que esto suscitó, el ministro de Interior, Raymond Marcellin, tuvo que dimitir finalmente, aunque se dice que Marcellin fue el chivo expiatorio de una decisión tomada en nombre de otros miembros del gobierno, especialmente el ministro de Defensa, interesado en conocer la identidad de los periodistas que comunicaban las informaciones más sensibles al Canard.